# Asunción Etla
Asunción Etla är en ort i Mexiko.   Den ligger i kommunen San Juan Bautista Guelache och delstaten Oaxaca, i den sydöstra delen av landet, 300 km sydost om huvudstaden Mexico City. Asunción Etla ligger 1 670 meter över havet och antalet invånare är 600.
Terrängen runt Asunción Etla är varierad. Runt Asunción Etla är det mycket tätbefolkat, med 2 431 invånare per kvadratkilometer. Närmaste större samhälle är Oaxaca de Juárez, 18,1 km söder om Asunción Etla. Omgivningarna runt Asunción Etla är en mosaik av jordbruksmark och naturlig växtlighet.